# Estação Vanda

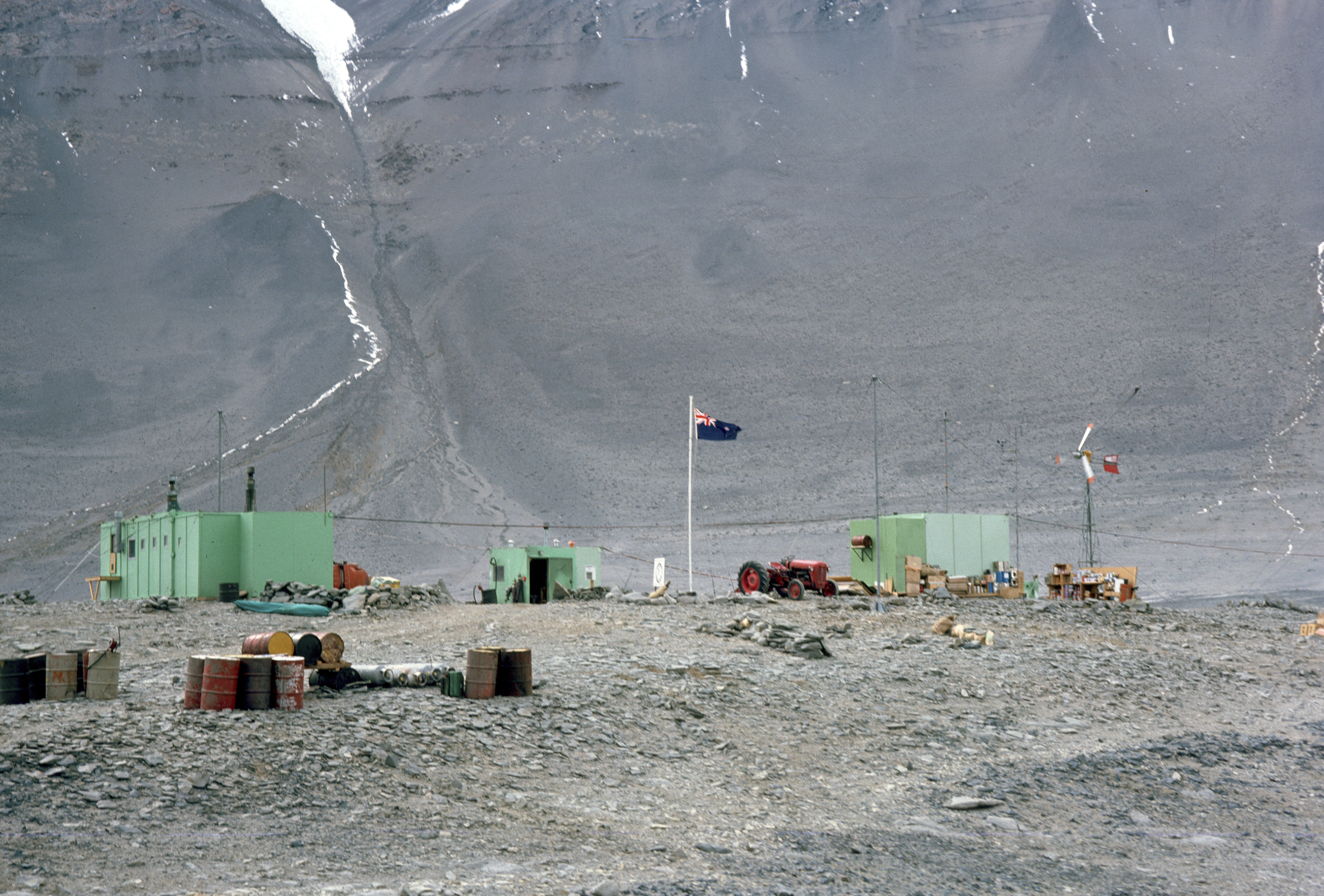
Estação Vanda, em 1975.

A Estação Vanda era uma base de pesquisa antártica de verão no extremo ocidental (Terras da Rainha Vitória) da Dependência de Ross, especificamente na orla do Lago Vanda, na foz do rio Onyx, no Vale Wright. Ela foi pela primeira vez tripulada por uma equipe de cinco homens, entre janeiro a outubro de 1969. A estação foi administrada pelo Departamento de Pesquisa Científica e Industrial (DSIR), e foi apoiado logisticamente pela base de pesquisa permanente da Base Scott na Ilha de Ross, da Nova Zelândia. 
Em 1995, preocupações com o meio ambiente resultaram no seu fechamento. Várias atividades foram associadas com a ocupação da base, inclusive escavações, a construção de edifícios, perturbações causadas por movimentos de veículos, o armazenamento de artigos de consumo, disposição, desperdício e derramamentos acidentais, conduziram ao esforço para remover a estação. Desde a remoção, análises da água do lago e das algas foi executada durante vários anos para assegurar que o lago não foi contaminado por água cinzenta e outros desperdícios. 
A Estação Vanda é o local onde foi registrado a mais alta temperatura já registrada na Antártida, que foi de 14,6°C (58,3°F), em 5 de janeiro de 1974. 
Agora, há uma rua com o nome da base em Queenstown, na Nova Zelândia; a rua é chamada Vanda Place e é localizada há pouco mais de cem metros de Scott Place.
Atualmente existe uma estação meteorológica automática no local anterior da Estação Vanda, na orla do Lago Vanda. É um abrigo que é periodicamente (apenas no verão) ocupado por 2 a 8 pesquisadores da Nova Zelândia.